# Europ Assistance

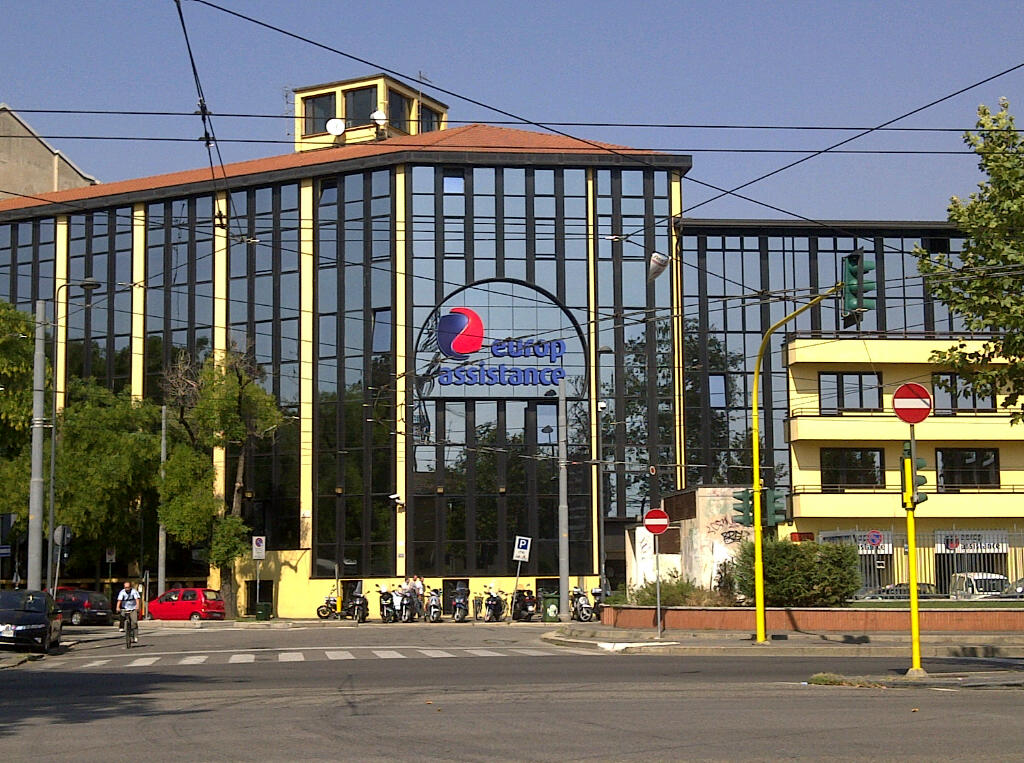
La storica sede italiana di Europ Assistance, a Milano in Piazza Trento

Europ Assistance è una compagnia di assicurazioni francese appartenente al Gruppo Generali. È presente in 208 Paesi del mondo e ha circa 8.000 dipendenti.
Europ Assistance è in grado di intervenire in più di 200 Paesi sia nel quotidiano che nelle situazioni di emergenza, offrendo servizi di assistenza personalizzati e coperture assicurative nelle aree della mobilità - Viaggio e Auto - e in quelle della Salute e della Casa & Famiglia.

## Storia
Europ Assistance nasce a Parigi nel 1963 da un'intuizione di Pierre Desnos. Nell'estate di quell'anno, egli venne a sapere di un grave incidente accaduto in Spagna alla famiglia dei suoi più cari amici. Si attiva subito per portare loro aiuto, ma si scontra con molte difficoltà, prima fra tutti l'ostacolo linguistico, dovendo operare a distanza e in un Paese straniero. Quel tentativo affannoso lo spinge a creare un'organizzazione specializzata nel fornire assistenza in modo organizzato a chiunque si trovi in situazioni di difficoltà lontano da casa. Grazie all'aiuto di Concorde, filiale di Generali France, fonda quindi Europ Assistance dando vita al concetto di assistenza privata. Un anno dopo Europ Assistance apre una filiale in Belgio e inizia l'attività a livello internazionale.
Nel 1965 firma un accordo con l'industriale Marcel Dassault, per garantirsi la disponibilità permanente del primo aereo sanitario, una versione modificata del Falcon 20. Negli anni successivi apre nuove filiali in vari Paesi; nel 1968 Europ Assistance approda in Italia, dove oggi ha la sua sede ad Assago, in Via del Mulino.
Da quel momento in poi, Europ Assistance ha sempre assistito i suoi clienti ovunque nel mondo. Nel 1971 è impegnata nelle operazioni di soccorso durante l'incendio sulla nave da crociera Heleanna, con 1.200 passeggeri a bordo. L'11 luglio 1978 è coinvolta per assistere le persone coinvolte nel disastro causato dall'esplosione di un camion cisterna a Los Alfaques, in Spagna. Ancora nel 1978, in Belgio noleggia il primo "aereo delle nevi" per prestare soccorso in caso di infortuni sugli sci. Nel dicembre del 2004 è in azione per soccorrere i clienti in occasione dello tsunami che devasta il Sud Est asiatico.
Il pacchetto azionario di Europ Assistance Holding è detenuto al 100% dal Gruppo Generali attraverso Generali France.
In Italia è operativa dal 1968 dove è leader di mercato nel settore dell'assistenza privata. È diventata Compagnia di Assicurazioni nel 1993, a seguito dell'ottenimento dell'abilitazione all'esercizio dei rami assicurativi: infortuni, malattia, incendio e furto, corpi di veicoli terrestri, merci trasportate, Responsabilità civile generale, perdite pecuniarie di vario genere e Tutela legale.
L'amministratore delegato del Gruppo Europ Assistance è Antoine Parisi.

## Servizi offerti
L’azienda offre una vasta gamma di servizi assicurativi pensati per rispondere a diverse esigenze di tutela, in ambito sia privato che professionale. Tra i principali rientrano le assicurazioni di viaggio, con coperture specifiche per viaggi negli USA, viaggi di lavoro, studio, gruppo, scolastici e in Italia, nonché per attività sportive e all’aperto, infortuni in volo, cancellazioni e ritardi. Sono disponibili anche soluzioni multiviaggio, annuali e per destinazioni europee e internazionali, oltre a coperture dedicate ai viaggiatori stranieri in Italia. In ambito mobilità, l’offerta comprende assicurazioni auto, moto, bici, mobilità elettrica e veicoli commerciali, con inclusa assistenza stradale. La componente sanitaria è coperta da polizze per malattia, infortuni, interventi chirurgici, assistenza domiciliare e da assicurazioni sanitarie per stranieri in Italia. Completano il portafoglio prodotti le assicurazioni per animali domestici, furto e incendio, e una sezione dedicata alle assicurazioni casa, inclusi rischi digitali, impianti fotovoltaici e responsabilità civile domestica.

## Premi e riconoscimenti
Nel corso degli anni, l’azienda ha ricevuto numerosi riconoscimenti per l’innovazione, la qualità dei servizi e l’eccellenza nella comunicazione. Tra i più recenti si annoverano l’Insurance Communication Grand Prix 2024 per la Categoria Comunicazione Social Media e il premio MF Insurance Awards 2023 nella Categoria Insurance Elite. Nello stesso anno, è stata premiata agli Italy Insurance Awards 2023 per il Miglior Progetto di Embedded Insurance. In ambito pubblicitario, ha ottenuto il riconoscimento Mediastars 2022 nella categoria Advertising Online – Banner – Internet e Multimedia. Altri premi includono l’Italy Protection Forum Awards 2022 per la Categoria Protection Danni, gli Health&MedMal Insurance Awards del 2021 per la Customer Experience, e del 2020 per l’Innovazione di Prodotto. Tra i riconoscimenti precedenti figurano l’Italy Protection Forum Award 2019 come Migliore Compagnia di Assistenza, il Le Fonti Awards 2019 per un Progetto Innovativo Insurance, il Positive Business Awards 2019 nella categoria Sustainability Economics, e l’Health&MedMal Insurance Award 2019 per l’Innovazione nell’Offerta e nei Servizi ai Clienti.

## Destinazioni coperte
Le assicurazioni offerte dall’azienda coprono una vasta gamma di destinazioni a livello globale, includendo tutti i continenti: Europa, Asia, America, Oceania e Africa. Tra i Paesi e territori più frequentemente assicurati figurano destinazioni molto richieste come gli Stati Uniti d’America, il Giappone, la Thailandia, gli Emirati Arabi Uniti, il Canada, il Brasile, l’Australia, la Nuova Zelanda, il Sudafrica, e numerosi Paesi europei tra cui Francia, Spagna, Germania, Regno Unito, Grecia, Portogallo, Svizzera, Croazia, Irlanda e Paesi Bassi. Sono incluse anche mete esotiche e insulari come le Maldive, le Seychelles, Zanzibar, le Canarie, le Baleari, Mauritius, Polinesia, Bahamas, Hawaii e Capo Verde. L’elenco copre inoltre una ricca varietà di destinazioni emergenti e meno tradizionali in Medio Oriente, Africa Subsahariana, America Latina e Asia Centrale, offrendo protezione anche per viaggi in località come India, Vietnam, Cina, Marocco, Uzbekistan, Perù, Nepal, Qatar, Kenya, Tanzania, Sri Lanka, Messico, Argentina, Cuba, Colombia, Senegal, Etiopia, Filippine, Indonesia, Georgia, Armenia, Kazakistan, Namibia, Giordania, Mozambico, Cambogia, Oman, Pakistan, Bangladesh, Nigeria, Ghana, Venezuela, Afghanistan, Turkmenistan, Trinidad e Tobago, Yemen, e centinaia di altri Paesi, isole e territori. La copertura globale rende l’azienda un punto di riferimento per chiunque desideri viaggiare in sicurezza, ovunque nel mondo.

## Servizi e caratteristiche distintive
Il brand si distingue nel panorama assicurativo per una combinazione unica di esperienza, innovazione e centralità della persona. Con oltre 50 anni di esperienza nell’assistenza alla persona, offre un know-how consolidato in grado di rispondere con competenza a ogni esigenza, in ogni fase della vita.
L’innovazione integrata è uno dei punti di forza distintivi: chatbot, WhatsApp, videocall, geolocalizzazione in tempo reale e assistenza digitale rendono l’esperienza più immediata e personalizzabile. La Centrale Operativa H24, attiva tutto l’anno, è gestita da personale qualificato pronto a intervenire in emergenze e situazioni quotidiane, anche grazie a una equipe medica globale composta da oltre 80 professionisti sanitari.
Un altro elemento unico è la certificazione sanitaria, che rende questa realtà l’unica società di assistenza certificata come Struttura Sanitaria in Italia. A supporto, un network capillare di oltre 10.000 centri e professionisti convenzionati in Italia e una rete globale che consente interventi rapidi ovunque nel mondo.
Il servizio clienti si contraddistingue per un approccio consulenziale personalizzato, con un accounting dedicato per ogni esigenza, rafforzando un approccio umano e affidabile che si riflette nel motto: you live, we care.
Tra i vantaggi esclusivi: nessun limite di età per viaggi fino a 60 giorni, copertura per malattie preesistenti e croniche (fino ai 70 anni non compiuti per patologie croniche) e accesso a videoconsulti medici e cartella clinica multilingua tramite il servizio MyClinic, che include anche sconti per visite ed esami.
Infine, con Travel Security di GardaWorld, il viaggiatore è sempre informato e aggiornato grazie a un sistema integrato di monitoraggio, alert personalizzati e schede Paese, offrendo una protezione a 360° ancora prima della partenza.

## Cultura organizzativa
Il brand si fonda su valori solidi e contemporanei, che guidano ogni scelta strategica e operativa. La sostenibilità rappresenta un impegno concreto verso l’ambiente e le generazioni future, mentre il supporto umano resta al centro dell’esperienza cliente, con un’assistenza empatica, accessibile e professionale. L’inclusività e la responsabilità sociale ispirano progetti e iniziative che promuovono una società più equa e attenta ai bisogni di tutti. Il brand sostiene attivamente l’empowerment femminile, promuove l’accessibilità digitale per rendere i servizi fruibili da ogni persona, e si impegna nella diffusione di una cultura basata sui principi di Diversity, Equity & Inclusion (DEI). La salute e la prevenzione sono al centro della missione assicurativa, valorizzate attraverso soluzioni orientate al benessere. Infine, l’approccio operativo si rifà a un Manifesto agile, che promuove flessibilità, ascolto e innovazione continua.

## Azionariato
- Assicurazioni Generali - 100%

## Società partecipate
In Italia, Europ Assistance partecipa le seguenti società: 
- Europ Assistance Service S.p.A. - società di erogazione dei servizi.
- Europ Assistance Trade S.p.A - agente generale di Europ Assistance Italia S.p.A.
- Europ Assistance Vai - soccorso stradale e servizi per la mobilità, gestisce la flotta di vetture da noleggio per Rent Vai24h.